# Promozione Piemonte-Valle d'Aosta 1986-1987
Nella stagione 1986-1987 la Promozione era il sesto livello del calcio italiano (il massimo livello regionale). Qui vi sono le statistiche relative al campionato in Piemonte e in Valle d'Aosta gestito dal Comitato Regionale Piemonte-Valle d'Aosta.
Il campionato è strutturato in vari gironi all'italiana su base regionale, gestiti dai Comitati Regionali di competenza. Promozioni alla categoria superiore e retrocessioni in quella inferiore non erano sempre omogenee; erano quantificate all'inizio del campionato dal Comitato Regionale secondo le direttive stabilite dalla Lega Nazionale Dilettanti, ma flessibili, in relazione al numero delle società retrocesse dal Campionato Interregionale e perciò, a seconda delle varie situazioni regionali, la fine del campionato poteva avere degli spareggi sia di promozione che di retrocessione.

## Girone A

### Squadre partecipanti
| Squadra                  | Città (provincia)             |
| ------------------------ | ----------------------------- |
| A.C. Borgomanero         | Borgomanero (NO)              |
| U.S. Carisio             | Carisio (VC)                  |
| A.S. Castellettese       | Castelletto sopra Ticino (NO) |
| A.S. Cossatese           | Cossato (VC)                  |
| A.S. Crescentinese       | Crescentino (VC)              |
| U.S. Dormelletto         | Dormelletto (NO)              |
| F.C. Gattinara           | Gattinara (VC)                |
| U.S. Gravellona          | Gravellona Toce (NO)          |
| U.S. Grignasco           | Grignasco (NO)                |
| A.S. Mezzomerico         | Mezzomerico (NO)              |
| A.S. Sunese              | Suno (NO)                     |
| S.S. Stresa              | Stresa (NO)                   |
| A.C. Trecate             | Trecate (NO)                  |
| U.S. Trino               | Trino (VC)                    |
| A.S. Verbania            | Verbania (NO)                 |
| A.S. Virtus Villadossola | Villadossola (NO)             |

### Classifica finale
|  | Pos. | Squadra             | Pt  | G   | V   | N   | P   | GF  | GS  | DR  |
|  | ---- | ------------------- | --- | --- | --- | --- | --- | --- | --- | --- |
|  | 1.   | Verbania            | 42  | 30  | 15  | 12  | 3   | 49  | 22  | +27 |
|  | 2.   | Castellettese       | 41  | 30  | 14  | 13  | 3   | 37  | 20  | +17 |
|  | 3.   | Gravellona          | 38  | 30  | 13  | 12  | 5   | 40  | 22  | +18 |
|  | 4.   | Sunese              | 38  | 30  | 12  | 14  | 4   | 44  | 23  | +21 |
|  | 5.   | Trino               | 34  | 30  | 9   | 16  | 5   | 33  | 19  | +14 |
|  | 6.   | Borgomanero         | 33  | 30  | 11  | 11  | 8   | 36  | 25  | +11 |
|  | 7.   | Mezzomerico         | 32  | 30  | 10  | 12  | 8   | 32  | 28  | +4  |
|  | 8.   | Stresa              | 32  | 30  | 9   | 14  | 7   | 31  | 27  | +4  |
|  | 9.   | Crescentinese       | 27  | 30  | 10  | 7   | 13  | 30  | 30  | 0   |
|  | 10.  | Dormelletto         | 27  | 30  | 7   | 13  | 10  | 34  | 37  | -3  |
|  | 11.  | Trecate             | 27  | 30  | 8   | 11  | 11  | 20  | 29  | -9  |
|  | 12.  | Grignasco           | 26  | 30  | 7   | 12  | 11  | 25  | 34  | -9  |
|  | 13.  | Gattinara           | 26  | 30  | 7   | 12  | 11  | 28  | 43  | -15 |
|  | 14.  | Cossatese           | 25  | 30  | 8   | 9   | 13  | 23  | 38  | -15 |
|  | 15.  | Virtus Villadossola | 17  | 30  | 4   | 9   | 17  | 21  | 54  | -33 |
|  | 16.  | Carisio             | 15  | 30  | 3   | 9   | 18  | 19  | 51  | -32 |
|  |      |                     | 480 | 480 | 147 | 186 | 147 | 502 | 502 | 0   |

## Girone B

### Squadre partecipanti
| Squadra                    | Città (provincia)      |
| -------------------------- | ---------------------- |
| U.S. Bollengo              | Bollengo (TO)          |
| U.S. Borgo Uriola          | Rivoli (TO)            |
| U.S. Caselle               | Caselle Torinese (TO)  |
| U.S. Gassino               | Gassino Torinese (TO)  |
| A.C. Grugliasco            | Grugliasco (TO)        |
| U.S. Ivrea Calcio          | Ivrea (TO)             |
| G.S. Lascaris              | Pianezza (TO)          |
| A.C. Mathi                 | Mathi (TO)             |
| A.S. Montanaro             | Montanaro (TO)         |
| G.S. Orbassano             | Orbassano (TO)         |
| U.S. Quincinettese         | Quincinetto (TO)       |
| U.S. Rivarolese            | Rivarolo Canavese (TO) |
| Pol. Sant'Orso Endas       | Aosta                  |
| G.S. Seo Borgaro Monterosa | Borgaro Torinese (TO)  |
| A.C. Strambinese           | Strambino (TO)         |
| A.C. Valsangone            | Beinasco (TO)          |

### Classifica finale
|  | Pos. | Squadra               | Pt  | G   | V   | N   | P   | GF  | GS  | DR  |
|  | ---- | --------------------- | --- | --- | --- | --- | --- | --- | --- | --- |
|  | 1.   | Ivrea                 | 44  | 30  | 18  | 8   | 4   | 51  | 31  | +20 |
|  | 2.   | Borgo Uriola          | 40  | 30  | 15  | 10  | 5   | 36  | 14  | +22 |
|  | 3.   | Sant'Orso             | 38  | 30  | 15  | 8   | 7   | 38  | 18  | +20 |
|  | 4.   | Strambinese           | 37  | 30  | 12  | 13  | 5   | 33  | 24  | +9  |
|  | 5.   | Seo Borgaro Monterosa | 36  | 30  | 12  | 12  | 6   | 38  | 27  | +11 |
|  | 6.   | Rivarolese            | 36  | 30  | 12  | 12  | 6   | 23  | 18  | +5  |
|  | 7.   | Mathi                 | 31  | 30  | 10  | 11  | 9   | 30  | 30  | 0   |
|  | 8.   | Gassino               | 30  | 30  | 9   | 12  | 9   | 29  | 31  | -2  |
|  | 9.   | Montanaro             | 28  | 30  | 9   | 10  | 11  | 34  | 35  | -1  |
|  | 10.  | Orbassano             | 28  | 30  | 11  | 6   | 13  | 25  | 29  | -4  |
|  | 11.  | Quincinettese         | 25  | 30  | 8   | 9   | 13  | 23  | 33  | -10 |
|  | 12.  | Valsangone            | 23  | 30  | 9   | 5   | 16  | 32  | 45  | -13 |
|  | 13.  | Caselle               | 22  | 30  | 5   | 12  | 13  | 19  | 28  | -9  |
|  | 14.  | Bollengo              | 21  | 30  | 4   | 13  | 13  | 26  | 43  | -17 |
|  | 15.  | Grugliasco            | 21  | 30  | 7   | 7   | 16  | 22  | 39  | -17 |
|  | 16.  | Lascaris              | 20  | 30  | 5   | 10  | 15  | 34  | 48  | -14 |
|  |      |                       | 480 | 480 | 161 | 158 | 161 | 493 | 493 | 0   |

- Spareggio per il 14º posto: Bollengo-Grugliasco 3-0

## Girone C

### Squadre partecipanti
| Squadra            | Città (provincia)          |
| ------------------ | -------------------------- |
| U.S. Albese        | Alba (CN)                  |
| A.C. Bra           | Bra (CN)                   |
| A.S. Canelli       | Canelli (AT)               |
| A.S. Carassonese   | Mondovì (CN)               |
| U.S. Carmagnolese  | Carmagnola (TO)            |
| A.C. Chieri        | Chieri (TO)                |
| U.S. Interlanga    | Santa Vittoria d'Alba (CN) |
| A.S. Nicese        | Nizza Monferrato (AT)      |
| U.S. Novese        | Novi Ligure (AL)           |
| A.S. Piobesi       | Piobesi Torinese (TO)      |
| A.C. Pro Dronero   | Dronero (CN)               |
| U.S. Quattordio    | Quattordio (AL)            |
| A.C. Saluzzo       | Saluzzo (CN)               |
| U.S. San Carlo     | Borgo San Martino (AL)     |
| U.S. Valenzana     | Valenza (AL)               |
| A.C. Valeo Mondovì | Mondovì (CN)               |

### Classifica finale
|  | Pos. | Squadra       | Pt  | G   | V   | N   | P   | GF  | GS  | DR  |
|  | ---- | ------------- | --- | --- | --- | --- | --- | --- | --- | --- |
|  | 1.   | Valenzana     | 44  | 30  | 16  | 12  | 2   | 47  | 18  | +29 |
|  | 2.   | Chieri        | 43  | 30  | 16  | 11  | 3   | 47  | 24  | +23 |
|  | 3.   | Piobesi       | 41  | 30  | 15  | 11  | 4   | 45  | 20  | +25 |
|  | 4.   | Albese        | 41  | 30  | 14  | 13  | 3   | 42  | 18  | +24 |
|  | 5.   | Bra           | 35  | 30  | 12  | 11  | 7   | 32  | 26  | +6  |
|  | 6.   | Novese        | 33  | 30  | 12  | 9   | 9   | 34  | 33  | +1  |
|  | 7.   | Saluzzo       | 31  | 30  | 10  | 11  | 9   | 35  | 33  | +2  |
|  | 8.   | Valeo Mondovì | 30  | 30  | 10  | 10  | 10  | 33  | 34  | -1  |
|  | 9.   | Interlanga    | 27  | 30  | 8   | 11  | 11  | 41  | 47  | -6  |
|  | 10.  | Carassonese   | 25  | 30  | 6   | 13  | 11  | 27  | 37  | -10 |
|  | 11.  | Quattordio    | 24  | 30  | 7   | 10  | 13  | 25  | 37  | -12 |
|  | 12.  | Canelli       | 24  | 30  | 6   | 12  | 12  | 26  | 43  | -17 |
|  | 13.  | San Carlo     | 24  | 30  | 5   | 14  | 11  | 27  | 36  | -9  |
|  | 14.  | Pro Dronero   | 22  | 30  | 5   | 12  | 13  | 34  | 42  | -8  |
|  | 15.  | Carmagnolese  | 20  | 30  | 4   | 12  | 14  | 18  | 42  | -24 |
|  | 16.  | Nicese        | 16  | 30  | 4   | 8   | 18  | 25  | 48  | -23 |
|  |      |               | 480 | 480 | 150 | 180 | 150 | 538 | 538 | 0   |

## Spareggi

### Spareggi promozione
| Squadra      | P.ti | G | V | N | P | GF | GS | DR |
| ------------ | ---- | - | - | - | - | -- | -- | -- |
| 1. Ivrea     | 3    | 2 | 1 | 1 | 0 | 4  | 2  | +2 |
| 2. Valenzana | 3    | 2 | 1 | 1 | 0 | 3  | 1  | +2 |
| 3. Verbania  | 0    | 2 | 0 | 0 | 2 | 1  | 5  | -4 |

| Vercelli 14 giugno 1987, ore 16:30 | Ivrea | 1 – 1 referto | Valenzana | Stadio comunale |

| Vercelli 17 giugno 1987, ore 20:30 | Valenzana | 2 – 0 referto | Verbania | Stadio comunale |

| Vercelli 21 giugno 1987, ore 16:30 | Ivrea | 3 – 1 referto | Verbania | Stadio comunale |

- Ivrea e Valenzana promosse all'Interregionale.

### Spareggi salvezza intergirone
| Squadra        | P.ti | G | V | N | P | GF | GS | DR |
| -------------- | ---- | - | - | - | - | -- | -- | -- |
| 1. Pro Dronero | 3    | 2 | 1 | 1 | 0 | 2  | 1  | +1 |
| 2. Cossatese   | 2    | 2 | 1 | 0 | 1 | 2  | 1  | +1 |
| 3. Bollengo    | 1    | 2 | 0 | 1 | 1 | 1  | 3  | -2 |

| Asti 14 giugno 1987, ore 16:30 | Pro Dronero | 1 – 0 referto | Cossatese | Stadio comunale\| Arbitro: \| Vanni \| |
| Arbitro:                       | Vanni       |               |           |                                        |

| Asti 17 giugno 1987, ore 21:00 | Cossatese | 2 – 0 referto | Bollengo | Stadio comunale |

| Asti 21 giugno 1987, ore 16:30 | Pro Dronero | 1 – 1 referto | Bollengo | Stadio comunale |

- Bollengo retrocesso in Prima Categoria.